# Ausbaustrecke Nürnberg–Passau
Die Ausbaustrecke Nürnberg–Passau ist ein Vorhaben zum Ausbau der Bahnstrecken Nürnberg–Regensburg und Regensburg–Passau.

## Geschichte
Das Ausbauvorhaben wurde neu in die Stufe I des Bundesverkehrswegeplans 1980 aufgenommen. Vorgesehen waren dabei abschnittsweise Neutrassierungen, teilweise ein zusätzliches Gleis sowie neue signaltechnische Ausrüstung.
Das Vorhaben war Teil im Block Planungen des Bundesverkehrswegeplans 1985. Die Investitionskosten wurden, zum Preisstand von 1983, mit 150 Millionen DM beziffert. Die Planung wurde als „im wesentlichen abhängig von Abstimmung mit Planungen in europäischen Nachbarstaaten“ bezeichnet. Die Planungen standen in Abhängigkeit zu Überlegungen der Österreichischen Bundesbahnen zu deren Netzausbau. Um 1992 liefen Untersuchungen über die Ausbaustrecke, auf deren Basis über die Maßnahmen entschieden werden sollte.
Im Bundesverkehrswegeplan 1992 war das Vorhaben in der Kategorie länderübergreifende Projekte enthalten. Im Bundesverkehrswegeplan 2003 ist das Projekt mit Investitionskosten von 200 Millionen Euro in der Kategorie Internationale Projekte enthalten.
Am 22. November 1999 unterzeichneten die Verkehrsminister von Deutschland und Österreich eine Vereinbarung zur Verbesserung der Leistungsfähigkeit der grenzüberschreitenden Eisenbahnstrecken im Donaukorridor Passau/Salzburg. Als Maßnahme auf deutscher Seite ist darin der Ausbau der Bahnstrecke von Nürnberg bis zur Staatsgrenze bei Passau vorgesehen.
Ende 2008 legte die Deutsche Bahn AG das Sofortprogramm Seehafen-Hinterland-Verkehr auf, das – unabhängig von dem geplanten Projekt Ausbaustrecke Nürnberg–Passau – drei kleinere Ausbaumaßnahmen auf der Strecke Nürnberg–Passau enthält. Hiervon wurden die Verkürzung der Blockabstände Regensburg–Passau sowie die Erhöhung der Durchfahrtsgeschwindigkeit im Hauptbahnhof Regensburg bis Ende 2012 realisiert; der Bau von seitenrichtigen Überholungsgleisen in Parsberg steht dagegen noch aus.
Laut Verkehrsinvestitionsbericht 2011 steht die volkswirtschaftliche Bewertung des Projekts Ausbaustrecke Nürnberg–Passau noch aus.
Im März 2013 meldete das Bayerische Staatsministerium für Wirtschaft, Infrastruktur, Verkehr und Technologie die Ausbaustrecke Nürnberg–Passau beim Bundesministerium für Verkehr, Bau und Stadtentwicklung für den Bundesverkehrswegeplan 2030 an. Das Projekt wurde in den vordringlichen Bedarf des Bundesverkehrswegeplans 2030 aufgenommen. Vorgesehen sind dritte Gleise zwischen Feucht und Neumarkt sowie zwischen Regensburg Hauptbahnhof und Obertraubling, Blockverdichtungen zwischen Neumarkt und Regensburg sowie Obertraubling und Plattling.